# Comité de lutte contre les infections nosocomiales
Pour les articles homonymes, voir CLIN.
Le Comité de lutte contre les infections nosocomiales (CLIN), est une instance d'État française. Son installation a été rendue obligatoire par un décret de mai 1988. Sa mise en place a été imposée dans tous les établissements publics ou privés participants à l'exercice du service public,. 

## Recommandations aux établissements de soins
Le CLIN organise la surveillance et la prévention des infections nosocomiales en guidant la formation du personnel hospitalier, la prévention et en publiant les données de la surveillance.

## Centres de prévention des infections associées aux soins
L'implantation du CLIN au niveau régional se fait à travers les CClin (Centres de coordination de la lutte contre les infections nosocomiales) devenus CPias (Centres de prévention des infections associées aux soins) depuis 2017.